# Les Chevaliers du ciel (film, 2005)
Pour les articles homonymes, voir Les Chevaliers du ciel.
 (mai 2022).
Si vous disposez d'ouvrages ou d'articles de référence ou si vous connaissez des sites web de qualité traitant du thème abordé ici, merci de compléter l'article en donnant les références utiles à sa vérifiabilité et en les liant à la section « Notes et références ».
Pour plus de détails, voir Fiche technique et Distribution.
Les Chevaliers du ciel est un film d'action franco-allemand réalisé par Gérard Pirès, sorti en 2005.
Il est très librement inspiré de la bande dessinée Les Aventures de Tanguy et Laverdure de Jean-Michel Charlier et Albert Uderzo.
Le film suit deux pilotes qui sont engagés comme mercenaires pour le compte d'une agence française clandestine pour tenter de retrouver leurs galons.

## Synopsis
Lors du salon aéronautique de Farnborough au Royaume-Uni, un avion de chasse français, un prototype de Mirage 2000-10, disparaît, volé par des terroristes, alors qu'il est en pleine démonstration aérienne. Deux pilotes de chasse en patrouille, les capitaines Marchelli et Vallois, sont immédiatement lancés à la poursuite du Mirage 2000. Le Mirage hostile est retrouvé quelques minutes plus tard en mer du nord, caché sous un Airbus A340. Agressif avec Vallois, le pilote de l'avion volé se met en position de combat et tire son missile ; Marchelli l'abat très vite en tir canon avant que le missile ne quitte son rail, faisant exploser le chasseur adverse, pour protéger son équipier.
À l’issue de cet affrontement, les deux pilotes sont convoqués à Paris par le général de l’armée de l’air. Ils y rencontrent "Bertrand" et Maëlle Coste, qui dirigent l’Escadre des Missions Spéciales (EMS). Ils leur révèlent que le vol du Mirage était une opération qu’ils avaient orchestrée et que le pilote était un allié, le commandant Barth.
Lors de l’enquête de l’EMS, Maëlle va supposer que le pilote du 2000 abattu n’était pas Barth mais un autre pilote, car Barth avait reçu l’ordre de cesser l’exercice en cas d’interception. Or, le pilote restait agressif et a même tenté d’abattre Vallois, avant d’être lui même détruit. La cinémitrailleuse de Marchelli confirme que le Mirage hostile a tenté d’abattre Vallois, mais que Marchelli l'a « désarmé en plein vol ». Bertrand décide de faire effacer la flamme du missile sur la vidéo pour que Marchelli et Vallois soient radiés et viennent ainsi piloter dans son Escadre.
Marchelli, dans le but de défendre au mieux ses positions, montre à Maëlle Coste le stress et la tension d'un combat aérien en lui reconstituant la poursuite en vol avec la complicité de Vallois. Elle lui révèle que des terroristes ont pénétré les plus hautes sphères gouvernementales et qu'elle doit agir durement pour les démasquer.
La commission d'enquête, se basant sur la vidéo truquée, radie Marchelli du corps de l’armée de l’air, et Vallois démissionne par solidarité. Les deux amis se retrouvent à piloter des avions à hélice, car aucune compagnie aérienne civile ne veut les embaucher, malgré leur talent indéniable de pilote. Ils sont bien nostalgiques de l'époque où ils pouvaient piloter un avion à réaction. Marchelli se sent coupable, car la commission l’a convaincu qu’il a assassiné un pilote allié et non hostile. Vallois, ne pouvant tolérer qu'une telle situation perdure, contacte Maëlle Coste. Marchelli accepte de lui parler ; elle le convainc d'entrer dans l’EMS. Elle lui promet que lui et Vallois seront réintégrés dans l’armée dès que la mission sera finie.
Leur mission consiste à accomplir le plus rapidement possible un vol entre la France et la Corne de l'Afrique. Marchelli et Vallois seront accompagnés du commandant Kass et d’ "I-pod". Kass et Marchelli piloteront un Mirage 2000D (biplace) et Valois et "I-pod" des Mirage 2000C. Pendant le voyage au-dessus de l'Afrique, leurs avions ne sont pas ravitaillés, les pilotes du tanker ayant été assassinés sur la base aérienne de Djibouti, les obligeant à se poser sur une base de fortune contrôlée par des mercenaires travaillant pour le compte de terroristes. L'un des pilotes, "I-pod", est tué et Kass kidnappée. Prisonniers, Marchelli et Vallois parviennent à s'échapper à bord du Mirage 2000D, alors qu'un autre Mirage 2000C est convoyé vers une destination inconnue, le deuxième 2000C étant détruit par Marchelli lors de leur fuite. À l'issue de l'enquête, les deux officiers sont finalement réintégrés dans l'Armée de l'air et l'état-major leur présente ses excuses pour cette manipulation.
Pendant le défilé militaire du 14 juillet, moment fort d'un important sommet international, Vallois et Marchelli spéculent que le Mirage 2000 perdu se trouve près de Paris, et s'envolent l'intercepter. Il s'avère que Kass, alliée des terroristes, pilote le 2000 volé en Afrique et veut détruire l'avion ravitailleur afin de le faire s'écraser sur la capitale avec sa provision de carburant, ce qui tuerait bon nombre de chefs d’état et d'autres personnes haut placées. Marchelli parvient à dévier Kass d'un coup d'aile juste avant le tir. Kass, pour ne pas être arrêtée, s’éjecte. Marchelli abat le 2000 sans pilote au-dessus d'une zone inhabitée. Les deux pilotes mettent ainsi fin à l'attaque terroriste visant Paris et les notables rassemblés dans le cadre d'une rencontre internationale.

## Fiche technique
Sauf indication contraire, les informations mentionnées dans cette section peuvent être confirmées par la base de données cinématographiques IMDb,  présente dans la section « Liens externes ».
- Titre original et québécois : Les Chevaliers du ciel
- Titre allemand et anglophone : Sky Fighters
- Réalisation : Gérard Pirès
- Scénario : Gilles Malençon, adapté par Gilles Malençon et Gérard Pirès, d'après la série de bande dessinée Les Aventures de Tanguy et Laverdure d'Albert Uderzo et Jean-Michel Charlier
- Musique : Chris Corner
- Décors : Jean-Pierre Fouillet
- Costumes : Chattoune
- Photographie : Pascal Lebègue
- Son : Lucien Balibar, Marc Doisne, Ken Yasumoto
- Montage : Véronique Lange
- Production : Éric et Nicolas Altmayer et Laurent Brochand
  - Production associée : Christopher Granier-Deferre et Christoph Hahnheiser
- Sociétés de production[2] :
  - France : Mandarin Films et Outsider Productions[3], Canal+ et M6 Films
  - Allemagne : Black Forest Films[4] et CMW Films[5]
- Sociétés de distribution[6] : Pathé Distribution (France) ; 3L Filmverleih (Allemagne) ; Alternative Films (Belgique) ; Equinoxe Films (Québec) ; Pathé Films AG (Suisse romande)
- Budget : 19 609 255 €[7]
- Pays de production :  France,  Allemagne
- Langue originale : français, anglais, arabe
- Format[8] : couleur - 35 mm - 2,35:1 (Cinémascope) - son Dolby Digital
- Genre : action, aventures, drame
- Durée : 102 minutes
- Dates de sortie[9] :
  - France : 15 octobre 2005 (Festival international du film de Saint-Jean-de-Luz) ; 9 novembre 2005 (sortie nationale)
  - Belgique, Suisse romande : 9 novembre 2005[10],[11]
  - Allemagne : 23 février 2006
  - Québec : 24 février 2006[12]
- Classification[13] :
  - France : tous publics[14]
  - Allemagne : interdit aux moins de 12 ans (FSK 12)
  - Belgique : tous publics (Alle Leeftijden)[10]
  - Québec : tous publics (G - General Rating)[12]
  - Suisse romande : interdit aux moins de 12 ans[15]

## Distribution
- Benoît Magimel : Capitaine Antoine « Walk'n » Marchelli
- Clovis Cornillac : Capitaine Sébastien « Fahrenheit » Vallois
- Géraldine Pailhas : Maëlle Coste
- Philippe Torreton : Bertrand
- Alice Taglioni : Capitaine Estelle « Pitbull » Kass
- Jean-Baptiste Puech : iPod
- Christophe Reymond : Stan
- Jean-Michel Tinivelli : Colonel Farje
- Pierre Poirot : De Sèze, représentant de Dassault Aviation
- Rey Reyes : Capitaine Leslie « Stardust » Hedget
- Frédéric van den Driessche : Général Hardouin, Chef d'Etat Major de l'Armée de l'air
- Olivier Rabourdin : Général Président de la Commission
- Florian Guerineau : Marco
- Joe Sheridan : Un visiteur étranger au salon aéronautique
- Christophe Lavalle :
- Philippe Hérisson : Colonel Esbly
- Alexandre de Seze : Bunker
- Axel Kiener : L'Ankou
- Mathieu Delarive : Wanai ("One Eye")
- Simon Buret : Jackpot
- Maurice Chan : Tony
- Tony Amoni : Altikriti
- Frédéric Cherboeuf : Tala
- Julien Goetz :
- Sidney Wernicke :
- Fadila Belkebla (aka Zizek Belkebla) : Le contrôleur aérien libyen
- Yannick Laurent : Grizzly
- Vincent Cappello : Jeff
- Cédric Chevalme : Bandit
- Ivan Franek : Baraïev
- Oulage Abour : Nawaf
- Arben Bajraktaraj : Fredericks
- Omar Berdouni (en) : Aziz Al Zawhari
- Jean-Yves Chilot : Houdon
- Guillaume R : Pilote de chasse aéroclub

## Production

### Préproduction
Gérard Pirès est un fanatique de vol, et possède d'ailleurs plusieurs brevets de pilote. Les producteurs et Pirès, après avoir lu des bandes dessinées publiées un peu partout sur la planète, décident de se baser sur les aventures de deux pilotes de chasse fictifs français : Tanguy et Laverdure, bande dessinée scénarisée par Jean-Michel Charlier et dessinée par Albert Uderzo puis par Jijé.
Lors de la préparation, Pirès et le scénariste réalisent que le projet n'est pas viable dans sa forme initiale : les problèmes géopolitiques ont changé et la part donnée aux femmes est trop mince. C'est pourquoi ils décident d'adapter très librement les aventures de la bande dessinée.

### Attribution des rôles
Pirès souhaite diriger des acteurs à même de comprendre le jargon des pilotes de chasse. Il choisit Benoît Magimel, habitué des films d'aventures avec mécaniques. Comme coéquipier, il choisit Clovis Cornillac, plus costaud que Magimel, tout en ayant un visage moins tranché au couteau.
Pour assurer le réalisme des scènes, trois acteurs ont accès à la technologie française en matière de simulateur de vol (simulateur de vol Dassault Aviation à Istres) : Magimel, Cornillac et Alice Taglioni. Le ministère de la Défense a dû déroger au secret militaire pour autoriser cet accès. L'Armée de l'air française affecte également à l'équipe de tournage un pilote de chasse, le commandant Stéphane Garnier.

### Tournage
Dès le départ, le film reçoit le soutien du ministère de la Défense et de l'Armée de l'air. En effet, il s'agit d'une vitrine remarquable pour attirer les jeunes vers le métier de pilote de chasse. Cet appui permet, durant 12 semaines, le tournage aérien en compagnie des pilotes de chasse français des bases d'Orange et de Djibouti. D'autres bases aériennes sont également utilisées, comme la base aérienne 279 Châteaudun ou l'ancienne base aérienne de Dreux-Louvilliers.
Au contraire de Top Gun, la plupart des scènes de combats aériens ont été créées à partir d'images prises en vol, mais également en rase-motte. Ces prises de vue ont été effectuées pendant une période de trois mois à l'aide d'un bidon à carburant spécialement conçu par Dassault Aviation. Ce bidon, embarqué sur différents avions de chasse, comportait jusqu'à cinq caméras commandées à distance par radio. Un avion d'affaires Aérospatiale Corvette est également utilisé pour les prises de vues aériennes.
Pour la scène se déroulant au-dessus de Paris, Pirès profite du défilé national du 14 juillet. Il a fait appel au concours de l'Armée de l'air, seules les forces armées étant autorisées à circuler au-dessus de Paris lors de cette fête.
La France possédant une base militaire à Djibouti, c'est sur elle et ses environs que le tournage se fait pour la partie du film se déroulant en Afrique. Avant le départ, les soldats français affirment à l'équipe de tournage que le pays est dur à vivre, avec une température d'au moins 50 °C. Cependant, arrivée sur place, l'équipe se rend compte qu'il fait plutôt 36 °C, à son grand soulagement.

### Postproduction
La postproduction est une étape cruciale pour un tel film. Souvent, elle commence pendant le tournage et se termine plusieurs mois après. Pendant que Pirès est en tournage, tant à Djibouti qu'en France, il reçoit les épreuves envoyées par La Maison, agence spécialisée dans les effets spéciaux pour le cinéma. Il doit non seulement diriger les acteurs, mais aussi se concentrer sur le produit final, tâches qu'il mènera à bien. Pour les besoins du film, ce sera sept mois de postproduction, une longue période selon la responsable de La Maison.
Pour augmenter le réalisme du film, Pirès souhaite que les pilotes emploient des visières transparentes et ombrées. Cependant, toutes les scènes sont filmées dans un module où seul le cockpit du Mirage 2000 est reproduit de façon réaliste. Ces visières étant réflexives, les images qui y apparaissent ne sont pas celles que voit un pilote en vol, mais celles de l'intérieur du module. La Maison s'est attachée à reproduire, le plus exactement possible, les paysages que verrait un pilote à bord de son avion. Par la suite, ces images ont été projetées sur les visières.

## Musique

### Bande originale
La bande originale du film est confiée à Chris Corner, un Britannique porté en haute estime par le Music Supervisor du film. Corner n'avait jamais créé de bande sonore, même pour une publicité. Il fait remarquer que les séquences filmées sont chronométrées, ce qui l'oblige à élaguer ou à allonger certaines compositions.
| No | Titre                                                     | Durée |
| -- | --------------------------------------------------------- | ----- |
| 1. | Attack 61                                                 | 2:51  |
| 2. | We Rise                                                   | 3:10  |
| 3. | Gonna Wanna (feat. Sue Denim)                             | 2:52  |
| 4. | Sugar Jukebox (feat. D-manix)                             | 2:10  |
| 5. | Girl Talk (feat. Sue Denim)                               | 2:08  |
| 6. | You're the Conversation (I'm the Game) (feat. Sue Denim)  | 3:55  |
| 7. | The Clash                                                 | 3:47  |
| 8. | 14th of July                                              | 1:47  |
| 9. | You're the Conversation (I'm the Game) (original version) | 3:02  |

### Musiques additionnelles
Sauf indication contraire, les informations mentionnées dans cette section peuvent être confirmées par le générique de fin de l'œuvre audiovisuelle présentée ici, ainsi que par la base de données cinématographiques IMDb,  présente dans la section « Liens externes ».
- Into the Fire - Thirteen Senses
- The Crawl - Placebo
- Cockpit Inferno - Ghinzu

## Accueil

### Sortie
Pirès affirme qu'on ne verra pas de sitôt un film semblable, car il a demandé les apports tant monétaire qu'en nature de différents partenaires qui se sentaient mobilisés par une telle expérience. De plus, le responsable aux relations extérieures prétend que même avec un budget dix fois supérieur, le film n'existerait pas aujourd'hui sans le concours de l'Armée de l'air française.

### Accueil critique
Le film a reçu des critiques variées[citation nécessaire]. Alors que certaines, telle L'Humanité jugent durement la production française, d'autres, comme Paris Match considèrent le film comme une réussite.

#### Critiques positives
La majorité des critiques reconnaît l'excellente qualité des scènes aériennes, réalisées sans aucun effet spécial, et qui mettent en scène le pilotage d'avions de combat et ses sensations.[réf. nécessaire]
Le passage au ras du sol à Mach 1, particulièrement spectaculaire, est parfaitement réaliste quant aux effets du « Bang » de l'onde de choc à très basse altitude.[réf. nécessaire]

#### Critiques négatives

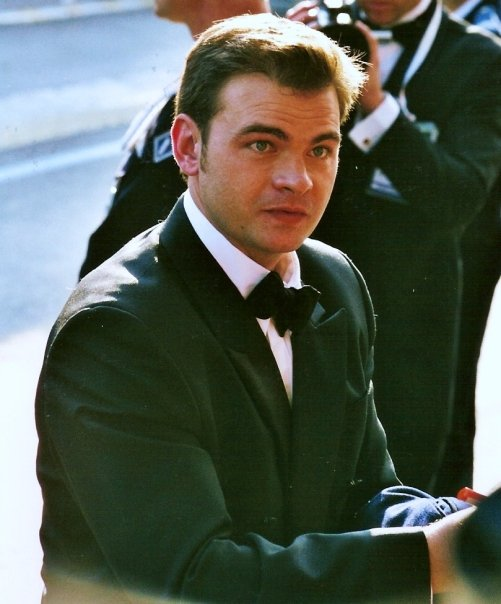
Clovis Cornillac au festival de Cannes 2005.

En ce qui concerne le film dans son ensemble, le bilan est mitigé :
Certains soulignent un certain nombre de points faibles :
- le scénario, considéré comme simpliste et peu crédible ;
- les personnages, stéréotypés ;
- le jeu des acteurs, pas toujours crédible ;
- une vision machiste des femmes militaires.

L'histoire d'amour liée au scénario du film est jugée au mieux peu crédible, au pire « risible » .

### Box-office
- Box-office Europe : 1 363 398 entrées[27]

### Bilan
Les Chevaliers du ciel ne parvient à surpasser son pendant américain Top Gun qu'auprès de certains férus d'aviation pour lesquels il est devenu culte[citation nécessaire], grâce à ses scènes aériennes plus nombreuses, beaucoup plus soignées et réalistes, car filmées en vol. Pour ce qui est des cinéphiles, il est jugé comme un film de divertissement un peu bâclé et vite oublié[citation nécessaire]. Les fans de la série de bande dessinée puis télévisée dont il est adapté sont partagés.

## Distinctions
En 2006, Les Chevaliers du ciel a été sélectionné 6 fois dans diverses catégories et n'a remporté aucune récompense.

### Nominations
- Bidets d'Or 2006 :
  - Bidet d'Or du film,
  - Bidet d'Or du couple à l'écran pour Clovis Cornillac et Benoît Magimel,
  - Bidet d'Or du second rôle masculin pour Philippe Torreton,
  - Bidet d'Or du second rôle féminin pour Alice Taglioni.
- Gérard du cinéma 2006 :
  - Plus mauvais film,
  - Plus mauvais scénario original ou adaptation pour Gilles Malençon.

## Aéronefs apparaissant dans le film
- Airbus A320
- Airbus A340
- Boeing E-3F AWACS (armée de l'air française)
- Boeing C-135FR (armée de l'air française)
- Dassault Breguet / Dornier Alpha Jet (armée de l'air française)
- Dassault Falcon 200
- Dassault Mirage 2000-5 (armée de l'air française)
- Dassault Mirage 2000-10 (version hypothétique du Mirage 2000)
- Dassault Mirage 2000C (armée de l'air française)
- Dassault Mirage 2000D (armée de l'air française)

## Autour du film

### Remarques
- On aperçoit au cours du film le cockpit des Mirage 2000-5 tandis que la base aérienne BA115 d'Orange possède des Mirage 2000B et Mirage 2000C.
- Le capitaine Antoine « Walk'n » Marchelli (Benoît Magimel) conduit sous la pluie une Citroën Méhari beige intégralement décapotée.